# Gary S. Scott
Gary S. Scott est un compositeur de musiques de films.

## Filmographie
- 1981 : Final Exam
- 1982 : Fame ("Fame") (série télévisée)
- 1982 : Seven Brides for Seven Brothers (en) (série télévisée)
- 1983 : Deadly Force
- 1984 : Roadhouse 66
- 1988 : Freddy, le cauchemar de vos nuits ("Freddy's Nightmares") (série télévisée)
- 1989 : Si Dieu le veut (The Fulfillment of Mary Gray) (TV)
- 1990 : Write to Kill
- 1990 : Erreur parfaite (Deceptions) (TV)
- 1991 : Lower Body Solution (vidéo)
- 1991 : Le Juge de la nuit ("Dark Justice") (série télévisée)
- 1991 : Shop 'Til You Drop (série télévisée)
- 1992 : Step Aerobic and Abdominal Workout (vidéo)
- 1992 : Play Nice
- 1993 : Yoga Exercise Workout (vidéo)
- 1993 : The Hollywood Dog (série télévisée)
- 1993 : Walker, Texas Ranger ("Walker, Texas Ranger") (série télévisée)
- 1993 : Favorite Fat Burners (vidéo)
- 1994 : Step and Stretch Workout (vidéo)
- 1994 : Winnetka Road (série télévisée)
- 1994 : Heaven Help Us (série télévisée)
- 1995 : Weddings of a Lifetime (TV)
- 1995 : Les 3 ninjas se révoltent (3 Ninjas Knuckle Up)
- 1996 : Savannah ("Savannah") (série télévisée)
- 1996 : Sept à la maison ("7th Heaven") (série télévisée)
- 1997 : Behind the Music (série télévisée)
- 1999 : Chicken Soup for the Soul (série télévisée)
- 2000 : Explore Our World
- 2000 : Mall Masters (série télévisée)
- 2001 : On the Beat (série télévisée)
- 2002 : Weddings of a Lifetime's Dream Weddings on a Budget
- 2003 : Dance Fever (série télévisée)
- 2003 : World Poker Tour (série télévisée)
- 2003 : Scream Bloody Murder (vidéo)
- 2003 : Merge (série télévisée)
- 2004 : The I Do Diaries: Instant Wedding (TV)
- 2005 : La Vie de palace de Zack et Cody (série télévisée)
- 2006 : Professional Poker Tour (série télévisée)